# Het Koerhuis van Papa Wirrewarre
Het Koerhuis van Papa Wirrewarre was een Nederlands kinderprogramma dat van 5 oktober 1966 tot en met 25 november 1972 op woensdagmiddagen op de televisie werd uitgezonden door de NCRV. In 1967 werd de titel van het programma veranderd in de Kijkkast.
Poppenspelers Feike Boschma, Jan Nelissen en tekstschrijver Jaap Molenaar maakten dit programma. Molenaar nam ook de rol van Papa Wirrewarre (de kijkkastman) voor zijn rekening.
Het programma bestond uit verschillende onderdelen, waaronder Gompie en zijn vriendjes.

## Vaste karakters
- Majolica - de deftige dame
- Gompie - de goeiige walrus
- Ritsaart - de sluwe vos
- Peentje - de roodharige kwajongen

Hoorspelacteurs Jan Borkus (Gompie en Ritsaart) en Corry van der Linden (Majolica en Peentje) verzorgden de stemmen.

## Overige onderdelen
- Babar (1969)
- De Fluitertjes (1971), muisachtige bewoners op een kleine planeet die met elkaar communiceren via fluitende geluidjes.
- Torias de Tovenaar (1972)